# Gerhard Schebler
Gerhard Schebler (ur. 3 października 1969 w Duisburgu) – niemiecki szachista, arcymistrz od 2004 roku.

## Kariera szachowa
Normy na tytuł arcymistrza wypełnił podczas drużynowych mistrzostw Holandii (dwukrotnie, w edycjach 2001/02 i 2002/03) oraz na turnieju Skanska Open w Pardubicach (2004).
Odniósł szereg sukcesów w turniejach międzynarodowych, zwyciężając bądź dzieląc I miejsca m.in. w:
- Meerbuschu (1996),
- Budapeszcie (1999, turniej First Saturday FS07 IM),
- Gandawie (1999),
- Mülheim an der Ruhr (2000),
- Schwäbisch Gmündzie – dwukrotnie (2003, wspólnie z Władimirem Burmakinem, Aloyzasem Kveinysem, Viestursem Meijersem i Dagnė Čiukšytė oraz 2005, wspólnie z Władimirem Burmakinem, Normundsem Miezisem, Serhijem Fedorczukiem) i Viestursem Meijersem),
- Duisburgu (2004, wspólnie z Danielem Hausrathem(inne języki) i Gerlefem Meinsem(inne języki)),
- Dortmundzie (2005, wspólnie z m.in. Karstenem Rasmussenem),
- Esbjergu (2006, turniej The North Sea Cup, wspólnie z Igorsem Rausisem, Stefanem Djuriciem(inne języki) i Aloyzasem Kveinysem),
- Rewalu (2006, turniej Konik Morski Rewala, wspólnie z Ralfem Akessonem i Aleksandrem Miśtą),
- Baunatalu (2007, wspólnie z Lwem Gutmanem i Ilją Schneiderem(inne języki)),
- Paderbornie (2007, wspólnie z m.in. Henrikiem Teske i Lwem Gutmanem),
- Möhnesee (2008, wspólnie z Ilją Schneiderem),
- Paderbornie (2009, wspólnie z m.in. Henrikiem Teske, Lwem Gutmanem i Feliksem Lewinem).

Najwyższy ranking w dotychczasowej karierze osiągnął 1 października 2006 r., z wynikiem 2535 punktów zajmował wówczas 23. miejsce wśród niemieckich szachistów.